# Alpha-Glucosidase

Structure partielle du glycogène.

Maltose

Une α-glucosidase est une glycoside hydrolase qui agit sur les liaisons α-1→4, ce qui la différencie de la ß-glucosidase. Le terme maltase, qui concerne les enzymes catalysant l'hydrolyse du maltose, est souvent considéré comme équivalent.
Sont incluses dans cette famille:
- les α-glucosidases acides
- les α-glucosidases neutres :
  - GANAB
  - GANC

L'α-glucosidase est un bon marqueur biochimique de l'activité épididymaire avec la carnitine.
Son déficit est caractéristique de la glycogénose de type 2 (Maladie de Pompe ).
Les inhibiteurs de l'alpha-glucosidase sont des médicaments utilisés dans le diabète de type 2 inhibant cette enzyme. Le plus utilisé de cette classe pharmacologique est l'acarbose.